# James Ellroy
Lee Earle "James" Ellroy (Los Angeles, Kalifornia, 1948. március 4. –) amerikai író. Ellroy munkáiban távirati prózastílust alkalmaz, amelyben gyakran kihagyja a kötőszavakat és rövid, staccato-szerű mondatokkal építi a cselekményt. Különösen jellemző ez az L.A. Quartet regényeire (Fekete Dália (1987), A nagy sehol (1988), Szigorúan bizalmas (1990), Fehér jazz (1992), valamint az Underworld USA trilógiára (Amerikai tabló (1995), Az élet ára (2001), and Blood’s a Rover (2009).

## Élete
Édesanyja, Geneva Odelia ápolónő, édesapja, Armand, könyvelő volt, valamint egykor Rita Hayworth menedzsereként dolgozott. Szülei válása után Ellroy édesanyjával a kaliforniai El Montébe költözött. Ellroy mindössze tíz éves volt, amikor anyját megerőszakolták és meggyilkolták. Ellroy később elmondta, hogy anyját "mosdatlan szájú, szexuálisan kicsapongó, alkoholista asszonynak tartotta, aki képtelen volt bármilyen munkát megtartani", így haláláról megkönnyebbüléssel értesült: végre lakhatott apjával, akit mindig is jobban szeretett. A rendőrség nem találta meg az elkövetőt. A gyilkosság, valamint John Webb A jelvény című könyv (a Los Angeles-i Rendőrség egyes szenzációs ügyeiről) Ellroy fiatalságának meghatározó elemévé váltak.
Édesanyja meggyilkolása érzelmi sokkot okozott neki, amit nem volt képes kezelni, így egy másik gyilkosságra vetítette ki érzelmeit. 1947-ben gyilkolták meg brutálisan az Elizabeth Short nevű fiatal lányt, akinek a "Fekete Dália" becenevet adták. Róla nevezte el az L.A. Quartet első regényét.
Ellroy kimaradt az iskolából, rövid időre a hadseregbe is belépett. Keményen ivott és drogozott. Kisebb vétségeket is elkövetett, gyakran nem volt hol aludnia. Valamennyi börtönidő után, tüdőgyulladások átvészelése után Ellroy felhagyott az ivással és golfoktatóként kezdett dolgozni. Ekkor próbálkozott először az írással.
Második feleségével, Helen Knode-dal, a 2003-ban megjelent The Ticket Out regény szerzőjével 1995-ben Kaliforniából Kansas Citybe költöztek. 2006-os válásuk után Ellroy visszaköltözött Los Angelesbe. Egyfajta remeteségben él, igen kevés műszaki cikkel rendelkezik, nincs televíziója sem. Saját elmondása szerint kortárs írókat nem olvas, csak Joseph Wambaugh-tól a Hagymaföldet, hogy ne befolyásolja saját írásait. Ez mégsem jelenti azt, hogy Ellroy egyáltalán nem olvas, a Sötét helyeim (My Dark Places) című regényében írja, hogy növekedése során legalább két könyvet olvasott hetente, még lopott is, hogy olvasási vágyát kielégíthesse. Máshol azt mondja, hogy Dashiell Hammett és Raymond Chandler műveit is olvasta.

### Irodalmi karrierje
Ellroy 1981-ben jelentette meg első regényét, Brown’s Requiem címmel, amely kifutófiú korából származó élményein alapuló krimi. Ezután jelentek meg a Clandestine és a Csendes terror című regényei (az utóbbit később "Gyilkos az úton" címmel adták ki újra). A három regényt követte a Lloyd Hopkins trilógia. A regények főszereplője Hopkins, egy zseniális, de zavart Los Angeles-i gyilkossági nyomozó, és az 1980-as években történnek.

## Írói stílusa
Munkáit a kérlelhetetlenül pesszimista viszont erkölcsös világszemlélet jellemzi. Munkássága alapján Ellroyt az "Amerikai krimi ördögi kutyájának" nevezik.
Ellroy kézzel, folyóírással dolgozik, nem használ számítógépet. Alaposan kidolgozott vázlatokat készít könyveihez, néha több száz oldalast is.
Ellroy regényeinek párbeszédei, leíró részei a "jazz szlengből, zsaruzsargonból, kreatív káromkodásból és drogos látomásokból" kölcsönzött kifejezésekben gazdagok, mindezt a korra jellemző közbeszédbe csomagolva. Gyakran alkalmaz lecsupaszított, staccato-mondatszerkezeteket, ez a stílus a The Cold Six Thousand művében éri el csúcspontját. Ez a jellegzetes stílus nem tudatos kísérletezés eredménye, hanem véletlenül alakult ki. Egyszer a szerkesztője megkérte, hogy a Szigorúan bizalmas című regényét több mint 100 oldallal rövidítse le. Ekkor Ellroy nem egybefüggő részeket vett ki, hanem minden mondatból törölte a felesleges bővítményeket, így egészen egyedi stílust hozott létre. Míg az egyes mondatok igen egyszerűek, a kumulatív hatás mégis egy sűrű, barokkos stílus.

## Bibliográfia
- Brown’s Requiem (1981)
- Clandestine (1982)
- Killer on the Road (1986)
  - Gyilkos az úton; fordította: Dési András György; Jaffa, Budapest, 2019 (Hard boiled)

### Lloyd Hopkins trilógia
- Blood on the Moon (1984)
  - Vér a Holdon
- Because the Night (1984)
  - Mert az éjszaka
- Suicide Hill (1986)

### L.A. Quartet
- The Black Dahlia (1987)
  - Fekete Dália; fordította: Temesvári Marietta; Magyar Könyvklub, Budapest, 2003
- The Big Nowhere (1988)
  - A nagy sehol; fordította: Illés Róbert; Cartaphilus, Budapest, 2010
- L. A. Confidential (1990)
  - Szigorúan bizalmas; fordította: Rindó Klára, Szabados Tamás; Magyar Könyvklub, Budapest, 1999
- White Jazz (1992)
  - Fehér jazz; fordította: Illés Róbert; Jaffa, Budapest, 2013

### Underworld USA trilógia
- American Tabloid (1995)
  - Amerikai tabló; fordította: Rindó Klára, Szabados Tamás; Magyar Könyvklub, Budapest, 2000
- The Cold Six Thousand (2001)
  - Az élet ára; fordította: Rindó Klára; Magyar Könyvklub, Budapest, 2003
- Blood’s a Rover (2009)

### A második L.A. Quartet
- Perfidia (2014)
  - Perfídia; fordította: Illés Róbert; Jaffa, Budapest, 2015 (Hard boiled)
- This Storm (2018)
- Ez a vihar; fordította: Dési András György; Jaffa, Budapest, 2021 (Hard boiled)

### Novellák
- Dick Contino's Blues (issue number 46 of Granta magazine, Winter 1994)
- Hollywood Nocturnes (1994)
  - Hollywood Noktürn; fordította: Illés Róbert; Jaffa, Budapest, 2017 (Hard boiled)
- Crime Wave (1999)
- Destination: Morgue! (2004)
- Shakedown (2012)
- LAPD '53 (2015)

### Önéletrajzok
- My Dark Places (1996)
- The Hilliker Curse: My Pursuit of Women (2010)

### Szerkesztőként
- The Best American Mystery Stories 2002 (2002)
- The Best American Crime Writing 2005 (2005)
- The Best American Noir of the Century (2011)

## Dokumentumfilmek
- 1993 James Ellroy: Demon Dog of American Crime Fiction
- 1995 White Jazz
- 2001 James Ellroy's Feast of Death
- 2005 James Ellroy: American Dog
- 2006 Murder by the Book: "James Ellroy"
- 2011 James Ellroy's L.A.: City of Demons

## Filmek
- 1988 Cop
- 1997 L.A. Confidential
- 1998 Brown's Requiem
- 2002 Stay Clean
- 2002 Vakvagany
- 2002 Dark Blue
- 2003 Das Bus
- 2005 James Ellroy presents Bazaar Bizarre
- 2006 The Black Dahlia
- 2008 Street Kings
- 2008 Land of the Living
- 2011 Rampart

## Televízió
- 1992 "Since I Don't Have You" adapted by Steven A. Katz for Showtime's Fallen Angels.
- 2011 James Ellroy's L.A.: City of Demons[27] for Investigation Discovery. James Ellroy's L.A.: City of Demons az Internet Movie Database oldalon (angolul)

## További információ
- Mancall, Jim (2014). James Ellroy: A Companion to the Mystery Fiction
- Mancall, Jim (2006). „'You're a Watcher, Lad': Detective Fiction, Pornography, and Ellroy's LA Quartet”. [2014. május 4-i dátummal az eredetiből archiválva]. (Hozzáférés: 2014. május 4.)
- Powell, Steven, ed. (2012) Conversations with James Ellroy ISBN 978-1-61703-104-5